# Viguerie
Pour les articles homonymes, voir Viguerie (homonymie).
Une viguerie ou vicairie du latin vicaria est une juridiction administrative médiévale bien attestée dès les IXe et Xe siècles dans le Sud de la France, notamment en Aquitaine, mais également en Catalogne, dans laquelle un représentant avait la charge d'une instance dévolue à régler les litiges dans les affaires civiles au nom du comte.

## Contexte
« Viguerie » tient son nom du mot latin « vicarius » qui veut dire « remplaçant », et qui désigne dès le VIIIe siècle un agent administratif qui seconde et remplace pour certaines tâches le comte. Progressivement à partir du début du IXe siècle, le « vicarius » est assigné à une portion du comté, la « vicaria ». C'est le cadre d'une juridiction administrée par un personnage qui n'est pas le détenteur légal des droits d'origine publique qu'il exerce, mais le représentant local de ce dernier.
Apparue à l'époque carolingienne, la vicairie (« vicaria ») est au départ le siège local d'une juridiction civile rendue au nom du comte ou d'un autre « potens » détenant tout ou partie des pouvoirs comtaux sur un territoire donné (comme un vicomte par exemple).
Cependant, avec l'accroissement du pouvoir des juridictions royales, la viguerie est devenue tardivement la juridiction locale, seigneuriale, la plus petite, ne traitant plus de la haute justice pour ne s'occuper que des affaires courantes (voierie). Elle est administrée par un viguier, qui est aujourd'hui un nom de famille relativement répandu dans le Sud de la France, c'est-à-dire un juge dont les compétences varient, selon les régions et les époques, de juge de cour d'assises à juge de paix rural.
Les vigueries ont disparu en grande majorité sous Louis XV en 1749, à la suite d'un édit supprimant les petites juridictions. Cependant, dans plusieurs régions comme en Provence ou en Roussillon (vigueries de Conflent, Cerdagne, Roussillon et Vallespir), elles ont survécu jusqu'à la Révolution française.
Dans le Languedoc, le Rouergue et le Carladez, elles devinrent des tribunaux d'appel (premier degré d'appel).
En Catalogne, les vigueries ont été recréées en tant qu'échelon administratif. Elles se substituent aux provinces et sont entre la communauté autonome et les comarques.